# 海津市文化会館
海津市文化会館（かいづしぶんかかいかん）は、岐阜県海津市にある公共施設である。

## 概要
- 芸術文化の振興、教育の振興、福利の増進を目的とした施設である。海津郡南濃町の南濃町文化会館として1979年（昭和54年）開館。2005年（平成17年）3月28日に海津郡の3町（海津町・平田町・南濃町）合併して海津市が発足したのに伴い海津市文化会館に改称する。
- 2013年（平成21年）から海津市役所城山支所を併設する。
- かつてはホール（文化会館ホール）と海津市南濃図書館が設置されていたが、ホールは2014年（平成26年）3月に閉鎖、南濃図書館は2020年（令和2年）3月31日に閉館となった[1]。

## 施設概要
- 海津市役所城山支所
- 楽屋（和室）
- 楽屋（洋室）
- 練習室A
- 練習室B
- 大会議室（2室）
- 小会議室
- 和室（2室）
- 講習室
- 調理室

## 利用案内
- 所在地：岐阜県海津市南濃町駒野奥条入会地99-1
- 開館時間：8:30～21:30
- 休館日：月曜日（月曜日が祝日の場合はその翌日）、年末年始（12月28日～1月3日）

※海津市役所城山支所の開庁時刻は、平日の8:30 - 17:15。

## 交通アクセス

### 公共交通機関
- 養老鉄道「駒野駅」下車、徒歩約8分。
- 海津市コミュニティバス南幹線「城山支所」バス停より徒歩すぐ。

## 周辺施設
- 海津市南濃体育館
- 南濃グラウンド
- 海津市立城南中学校
- ナイガイテキスタイル